# The Panic Channel
The Panic Channel foi um grupo formado em  2004 por Dave Navarro, Stephen Perkins, Chris Chaney e Steve Isaacs. Navarro, Perkins e  Chaney eram membros da banda Jane's Addiction; The Panic Channel foi formado em seguida da 3ª separação do Jane's Addiction em 2004. The Panic Channel acaba de lançar o  álbum  (ONe) - 2006.

## Membros
- Steve Isaacs – vocais, guitarra
- Dave Navarro – guitarra
- Chris Chaney – baixo
- Stephen Perkins – bateria

## (ONe)
Lançado em 15 de agosto de 2006.
- 1. Teahouse Of The Spirits
- 2. Left To Lose
- 3. Bloody Mary
- 4. Why Cry
- 5. Awake
- 6. She Won't Last
- 7. Said You'd Be
- 8. Outsider
- 9. Blue Bruises
- 10. Night One (From Planchette)
- 11. Listen
- 12. Lie Next To Me
- 13. Untitled